# Lloberola
Lloberola és un nucli de població de 50 habitants pertanyent al municipi de Biosca (Solsonès). Fins a mitjans del segle xix fou un municipi independent anomenat "Lloberola i Quadra de Mas".
El poble està ubicat al voltant del seu castell i de l'església de Sant Miquel, a l'esquerra de la riera de Sanaüja. Al l'antic cementiri hi destaquen dos sarcòfags del segle xiv esculpits amb decoracions geomètriques i nobiliàries. El poble formava part de la senyoria dels marquesos de Gironella.
Al voltant del nucli destaquen les ermites de Santa Maria del Solà i de Sant Miquel del Mas d'en Forn.